# Wiktor Biedrzycki
Wiktor Biedrzycki (ur. 31 lipca 1997 w Olsztynie) – polski piłkarz, grający na pozycji obrońcy. Zawodnik Wisły Kraków.

## Życie prywatne
Jego ojciec Andrzej oraz brat Igor również byli piłkarzami.